# Victoria-Kreuz

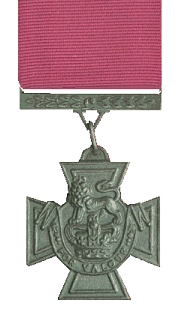
Victoria-Kreuz (kanadische Ausführung)

Das Victoria-Kreuz (englisch Victoria Cross) ist die höchste Kriegsauszeichnung der Streitkräfte des Vereinigten Königreichs und einiger Staaten des Commonwealth. Es wird für herausragende Tapferkeit im Angesicht des Feindes verliehen und steht innerhalb der Rangfolge der Orden und Ehrenzeichen des Vereinigten Königreichs mit dem zivilen Georgs-Kreuz an erster Stelle.

## Geschichte
Das Victoria-Kreuz wurde am 29. Januar 1856 durch Königin Victoria ins Leben gerufen, um Soldaten auszuzeichnen, die sich während des Krimkrieges durch besondere Tapferkeit vor dem Feind oder hervorragende Pflichterfüllung hervorgetan hatten. Seit seiner Stiftung kann es allen Angehörigen der Streitkräfte ohne Ansehen des Dienstgrades verliehen werden.
Das Victoria-Kreuz ist eine militärische Ehrung und wird nur in Ausnahmefällen an Zivilisten verliehen. Britische Soldaten, die sich durch besondere Tapferkeit ohne unmittelbare Anwesenheit eines Feindes auszeichnen (z. B. bei der Entschärfung von Minen), können stattdessen das Georgs-Kreuz erhalten.
Das Victoria-Kreuz wird gegenwärtig außer in Großbritannien auch in einigen anderen Ländern des Commonwealth verliehen, wobei Aussehen, Material und Verleihungsbedingungen weitgehend gleich dem britischen sind. Es existieren das Victoria Cross for Australia, das Canadian Victoria Cross und das Victoria Cross for New Zealand für die Angehörigen der Streitkräfte der jeweiligen Staaten.

## Aussehen

Bandschnalle des Victoria-Kreuzes

Auf der Vorderseite des Kreuzes ist die britische Edwardskrone zu sehen, über der ein Löwe prangt. Umrahmt werden beide von einem Band, auf dem beim britischen, australischen und neuseeländischen Victoria-Kreuz das von Königin Victoria gewählte Motto „For Valour“ (englisch: „Für Tapferkeit“) zu lesen ist, beim kanadischen Victoria-Kreuz hingegen die lateinische Devise „Pro Valore“. In die Rückseite werden Name, Rang, Nummer und Einheit des Geehrten sowie das Datum der ausgezeichneten Tat eingraviert. Das Band des Ordens ist weinrot (ursprünglich existierte auch ein blaues Band für Mitglieder der Royal Navy, dieses wurde jedoch mit der Gründung der Royal Air Force abgeschafft). Erhält ein Soldat, der bereits Inhaber des Victoria-Kreuzes ist, diese Auszeichnung erneut verliehen, so wird dies auf dem Band mittels einer zusätzlichen Spange (Bar) kenntlich gemacht.
Das Victoria-Kreuz wird in Handarbeit vom Londoner Juwelier Hancocks & Co hergestellt, so dass jeder Orden ein Einzelstück ist. Die Gestaltung des Ordens soll einer Legende nach Prinz Albert persönlich vorgenommen haben, wahrscheinlicher ist jedoch, dass die ersten ausführenden Juweliere das Design des Victoria-Kreuzes selbst entwarfen. Der Verzicht auf die sonst bei militärischen Orden oft üblichen wertvollen Materialien hat sein Vorbild wahrscheinlich im Eisernen Kreuz. Zur Fertigung des Victoria-Kreuzes wird der Legende nach Bronze verwendet, die von erbeuteten russischen Waffen aus dem Krimkrieg stammt.

## Verleihungen

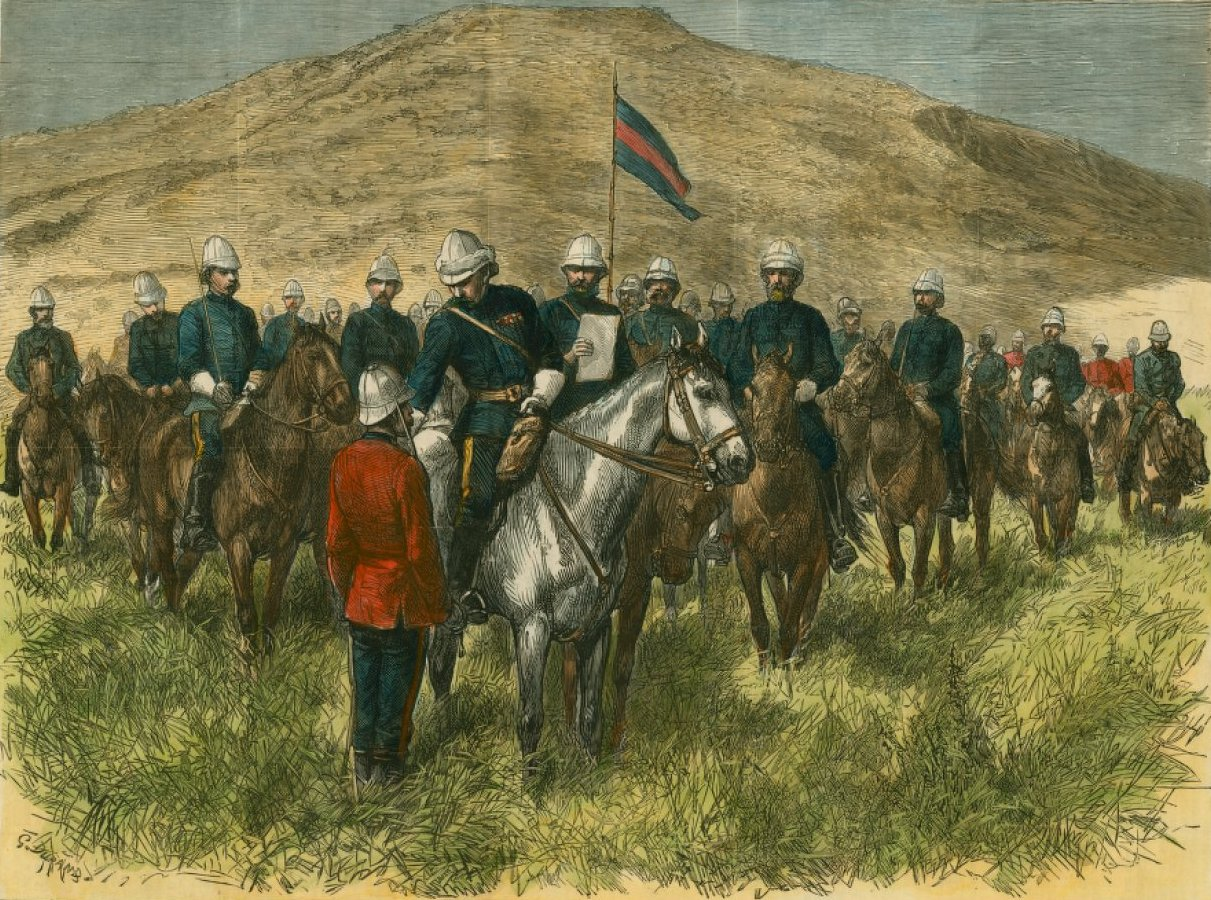
Garnet Wolseley verleiht John Chard das Victoria-Kreuz nach der Schlacht um Rorke’s Drift

Das Victoria-Kreuz wurde bei einem Viertel seiner Verleihungen posthum vergeben. Im Zeitraum zwischen dem Krimkrieg 1856 und dem Falklandkrieg 1982 wurde es insgesamt 1354 mal verliehen.
Die meisten Victoria-Kreuze für ein einzelnes Gefecht wurden 1879 für die Schlacht um Rorke’s Drift verliehen. Am 22. Januar 1879 konnten im Zulukrieg 139 britische Soldaten dem Angriff von ungefähr 4000 Zulu standhalten. Dafür wurden 11 Männer mit dem Victoria-Kreuz ausgezeichnet. Einer von ihnen war Korporal Christian Ferdinand Schiess. Dieser erhielt das Kreuz, obwohl er kein britischer Staatsangehöriger war. Er war Schweizer, gab sich jedoch als Südafrikaner aus und trat in die britische Armee ein.
Die Einzigen vermutlich in Deutschland geborenen Inhaber des Victoria-Kreuzes sind Charles Wooden und William Johnstone. Beide wurden ausgezeichnet für ihren Einsatz im Krimkrieg. Charles Wooden diente als Sergeant Major bei den 17th Lancers (Duke of Cambridge’s Own). Am 26. Oktober 1854, dem Tag nach der Attacke der Leichten Brigade, ging er mit dem Chirurgen James Mouat, um einem Offizier zu helfen. Dieser lag nach dem Rückzug der leichten Brigade schwer verwundet in einer exponierten Position. Wooden half, die Wunden des Offiziers unter dem schweren Feuer des Feindes zu verbinden. William Johnstone landete am 9. August 1854 gemeinsam mit John Bythesea auf der Insel Vårdö. Am 12. August 1854 überwältigten sie fünf russische Kuriere, die wichtige Depeschen bei sich trugen. Johnstone stammte möglicherweise aus Schweden und gab lediglich vor, hannoverscher Bürger zu sein, da bis 1837 die Personalunion zwischen Großbritannien und Hannover bestand.
Nur drei Soldaten erhielten das Victoria-Kreuz zweimal: im Ersten Weltkrieg die Militärärzte Noel Chavasse (1884–1917, gefallen) und Arthur Martin-Leake (1874–1953), im Zweiten Weltkrieg der aus Neuseeland stammende Infanterieoffizier Charles Hazlitt Upham (1908–1994). Zwei Soldaten wurden sowohl mit dem Victoria-Kreuz als auch mit dem höchsten britischen Ritterorden, dem Hosenbandorden (Knight of the Garter, KG), ausgezeichnet: Feldmarschall Frederick Roberts, 1. Earl Roberts (VC 1872, KG 1902) und der Generalgouverneur von Australien William Sidney, 1. Viscount De L’Isle (VC 1944, KG 1968).
In der zweiten Hälfte des 20. Jahrhunderts wurde das Victoria-Kreuz an elf Soldaten verliehen: Vier erhielten es im Koreakrieg (1950–1953), einer im Kampf um Malaysia (1965), vier australische Soldaten wurden im Vietnamkrieg (1965–1975) damit ausgezeichnet, und zwei Soldaten bekamen es im Falklandkrieg (1982).
Seit Beginn des 21. Jahrhunderts wurde es bisher sechsmal verliehen: eines im Irakkrieg (2003) und fünf im Krieg in Afghanistan, darunter ein Victoria Cross for New Zealand und zwei Victoria Cross for Australia.

## Privilegien
Als höchste Kriegsauszeichnung des Vereinigten Königreichs und einiger Staaten des Commonwealth gilt das Victoria-Kreuz als besonders prestigeträchtig. Es genießt Vorrang vor allen anderen britischen Würden – auch vor dem Hosenbandorden – und wird daher an der Ordensschnalle stets an vorderster Stelle getragen.
Inhaber des Victoria-Kreuzes dürfen hinter ihren Nachnamen die Buchstaben „VC“ (für Victoria Cross) setzen. Dieser Namenszusatz (Post-nominal) wird ebenfalls vor allen anderen geführt (z. B. Frederick Roberts, 1. Earl Roberts, VC, KG, KP, GCB, OM, GCSI, GCIE, PC). Alle Inhaber des Victoria- sowie des Georgs-Kreuzes haben darüber hinaus Anspruch auf einen Ehrensold. Dieser betrug 2002 für britische Soldaten 1495 GBP pro Jahr, 2006 für australische Soldaten 3230 AUD. Auf den Soldatenfriedhöfen der Commonwealth War Graves Commission sind die Grabsteine gefallener Träger des Victoria-Kreuzes mit einer Darstellung des Ordens gekennzeichnet. Unabhängig von diesen zum Teil gesetzlich geregelten Sonderrechten werden Inhaber des Victoria-Kreuzes nach britischer militärischer Tradition von allen Soldaten der Streitkräfte – unabhängig von Rang und Dienstgrad – zuerst gegrüßt.
Bei wichtigen nationalen Gedenktagen, die einen militärischen Bezug haben, werden die überlebenden Träger des Victoria-Kreuzes meist als Ehrengäste eingeladen, etwa zu den jährlichen Feiern am Cenotaph in London oder zum goldenen Thronjubiläum von Königin Elisabeth II.

## Inhaber des Victoria-Kreuzes

### Verliehen im 21. Jahrhundert
- Lance Corporal Johnson Beharry vom 1. Bataillon des Princess of Wales’s Royal Regiment: ausgezeichnet am 18. März 2005 für Tapferkeit im Irak.
- Corporal Bryan Budd vom 3. Bataillon des British Parachute Regiment: postum ausgezeichnet in der New Year Honours List 2007 für Tapferkeit in Afghanistan. Budd war bei Gefechten gegen die Taliban im August 2006 gefallen. Er war dem Pathfinder Platoon, einer Eliteeinheit der Fallschirmjäger, zugeordnet gewesen.
- Corporal Bill Apiata vom Special Air Service of New Zealand (NZ SAS): ausgezeichnet am 29. Juli 2007 für Tapferkeit in Afghanistan. Er trug 2004 unter schwerem Feuer einen verwundeten Kameraden über eine Distanz von 70 Metern in Sicherheit. Apiata war gleichzeitig die erste Person, die die neugeschaffene neuseeländische Version des Victoria-Kreuzes (Victoria Cross for New Zealand) erhielt.
- Trooper Mark Donaldson vom Special Air Service of Australia (Australian SAS): ausgezeichnet am 16. Januar 2009 für Tapferkeit in Afghanistan während einer Patrouille mit australischen, US-amerikanischen und afghanischen Special Forces. Die Patrouille geriet am 2. September 2008 in einen Hinterhalt der Taliban. Der 29-jährige Donaldson zog das Feuer auf sich, wodurch es möglich war, verwundete Soldaten zu retten. Nachdem die Special Forces auswichen, war nicht mehr genügend Platz für Trooper Donaldson in den Fahrzeugen. Unter weiterem Feuer der Taliban trug er auch noch einen verwundeten afghanischen Übersetzer 90 m in Sicherheit, leistete Erste Hilfe und feuerte weiter auf die Angreifer. Donaldson war gleichzeitig die erste Person, die die neu geschaffene australische Version des Victoria-Kreuzes (Victoria Cross for Australia) erhielt.
- Corporal Ben Roberts-Smith vom Special Air Service of Australia (Australian SAS): ausgezeichnet am 23. Januar 2011 für ein Gefecht im Oktober 2010 in der Nähe von Kandahar.[1]
- Lance Corporal Joshua Leakey vom British Parachute Regiment: ausgezeichnet am 26. Februar 2015 für ein Gefecht in Afghanistan 2013.[2][3]

### Weitere bekannte Inhaber
- Thomas Henry Kavanagh (1821–1882), eine der wenigen Zivilpersonen, die diese Auszeichnung erhielten, 1857 ausgezeichnet für seinen Einsatz bei der Belagerung von Lucknow während des Sepoy-Aufstands
- Frederick Roberts, 1. Earl Roberts (1832–1914), Oberbefehlshaber der britischen Armee, 1858 ausgezeichnet für seinen Einsatz während des Sepoy-Aufstands
- Evelyn Henry Wood (1838–1919), Feldmarschall, 1858 ausgezeichnet für seinen Einsatz während des Sepoy-Aufstands
- Gonville Bromhead (1845–1892) und John Chard (1847–1897), 1879 ausgezeichnet für ihren Einsatz in der Schlacht um Rorke’s Drift
- Christian Ferdinand Schiess (1856–1884), Schweizer, 1879 ausgezeichnet für seinen Einsatz in der Schlacht um Rorke’s Drift
- William Sidney, 1. Viscount De L’Isle (1909–1991), 1944 ausgezeichnet für seinen Einsatz in Anzio während der Operation Shingle
- Lanoe Hawker (1890–1916), britischer Jagdflieger im Ersten Weltkrieg, 1915 ausgezeichnet
- Adrian Carton de Wiart (1880–1963), 1916 ausgezeichnet für seinen Einsatz während der Schlacht an der Somme
- Bernard Freyberg, 1. Baron Freyberg (1889–1963), 1916 ausgezeichnet für seinen Einsatz während der Schlacht an der Somme
- Albert Ball (1896–1917), britischer Jagdflieger im Ersten Weltkrieg, 1917 ausgezeichnet
- Billy Bishop (1894–1956), kanadischer Jagdflieger im Ersten Weltkrieg, 1917 ausgezeichnet
- James McCudden (1895–1918), britischer Jagdflieger im Ersten Weltkrieg, 1918 ausgezeichnet
- Andrew Beauchamp-Proctor (1894–1921), südafrikanischer Jagdflieger im Ersten Weltkrieg, 1918 ausgezeichnet
- Edward Mannock (1887–1918), britischer Jagdflieger im Ersten Weltkrieg, 1918 postum ausgezeichnet
- John Vereker, 6. Viscount Gort (1886–1946), Kommandeur der British Expeditionary Force während des deutschen Westfeldzugs im Zweiten Weltkrieg und Schwiegervater von Lord De L’Isle VC, 1918 ausgezeichnet für seinen Einsatz während der Hunderttageoffensive
- William George Barker (1894–1930), kanadischer Jagdflieger im Ersten Weltkrieg, 1919 ausgezeichnet
- Oberstleutnant Herbert Jones (1940–1982) vom 2. Battalion des British Parachute Regiment: 1982 postum ausgezeichnet für seinen Einsatz im Falklandkrieg